# Pleura

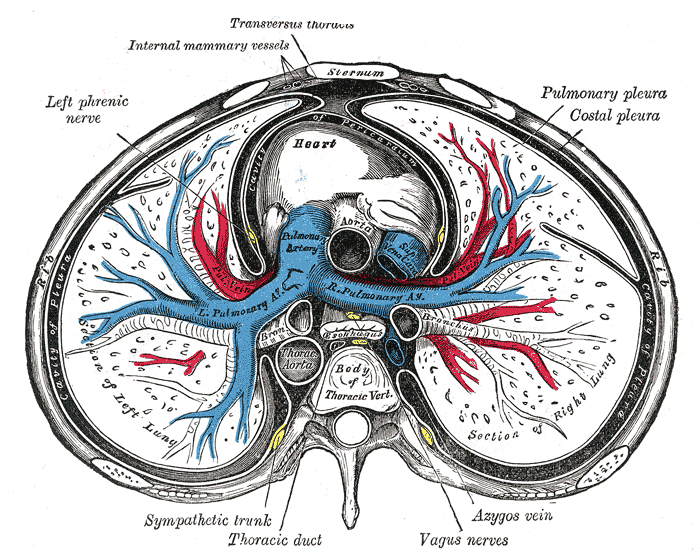
Doorsnede van borstholte

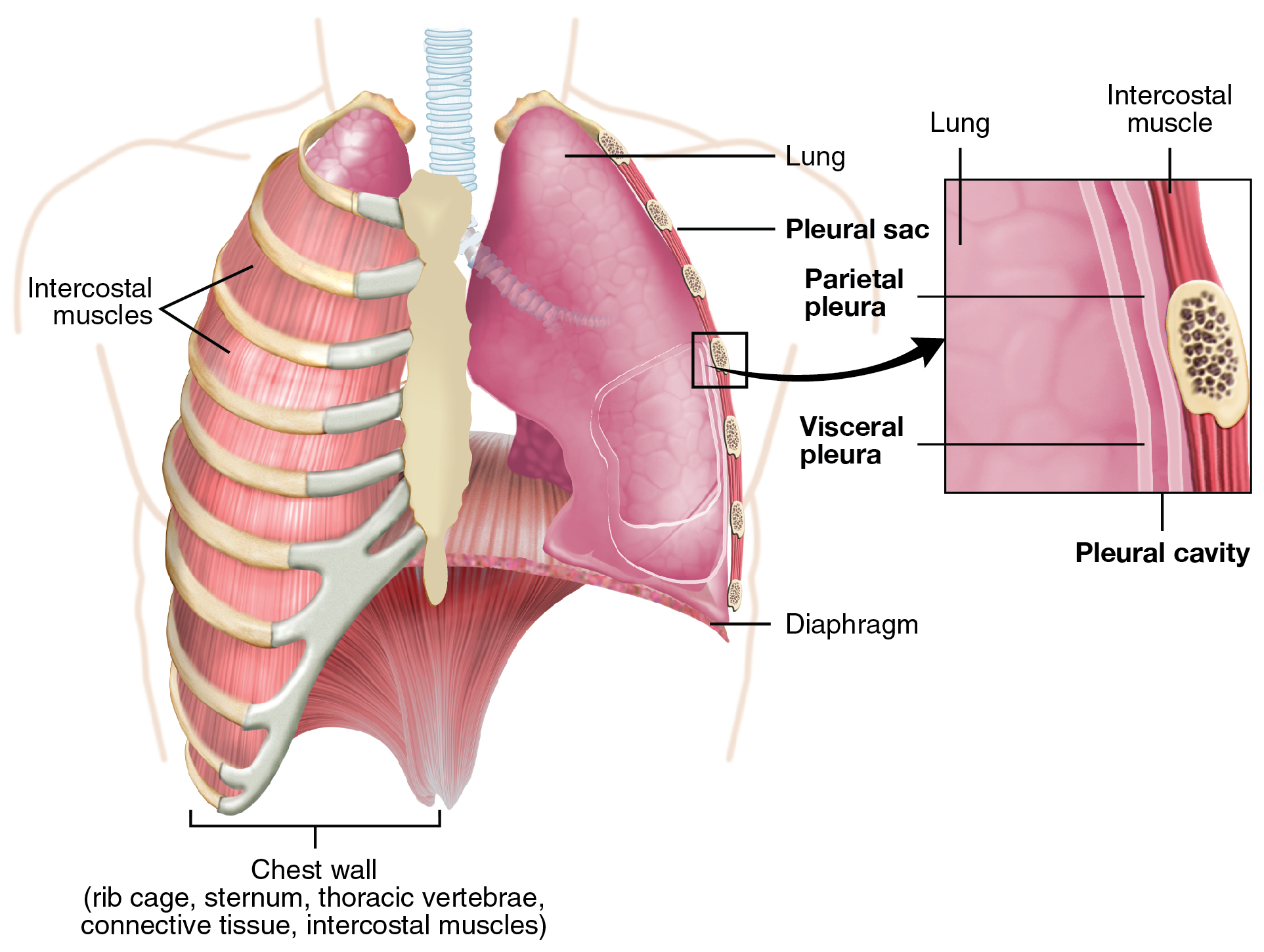
De long is omgeven door de viscerale en de parietale pleura.

De pleura is het sereuze (vochtafscheidende) membraan dat dubbel geplooid rond elk van de longen ligt en zo een afscheiding vormt tussen longen en borstholte.
Het deel van het dubbelgevouwen vlies dat grenst aan de longen heet het longvlies of pleura pulmonalis, ook pleura visceralis genoemd. Het gedeelte aan de buitenkant, dat dus grenst aan de borstholte, heet borstvlies of pleura parietalis.
Tussen deze twee membranen zit een tussenruimte, de pleurale ruimte, die gevuld is met een dunne film pleuravocht, die het mogelijk maakt dat de membranen langs elkaar heen bewegen tijdens het ademen.

## Pleura visceralis (longvlies)
De pleura visceralis bekleedt het oppervlak van de long tot aan het longhilum. Het longhilum is de plaats waar aders, slagaders en de bronchus de long in- en uitgaan. Hier gaat de pleura visceralis over in de pleura parietalis.

## Pleura parietalis (borstvlies)
De pleura parietalis is met losmazig bindweefsel vastgemaakt aan de binnenkant van de thoraxwand (borstwand). Naargelang de plaats waar de pleura tegenaan ligt onderscheidt men pleura costalis (borstwand), pleura mediastinalis (tegen het mediastinum), pleura diaphragmatica (tegen middenrif), pleura cervicalis (bovenste top).

## Pleurale ruimte
De pleurale ruimte is normaal leeg (een virtuele ruimte) op het dunne filmpje pleuravocht na. Normaal heerst er ook een onderdruk ten opzichte van de atmosferische druk. Hierdoor blijft de long deze ruimte maximaal vullen. De long op zich heeft immers de neiging om samen te trekken door haar elasticiteit.
Het vocht in de pleurale ruimte wordt uitgescheiden door de pleura parietalis en opgenomen door de pleura visceralis.

## Problemen
De pleura kan ontsteken (pleuritis).
Er kan lucht of vocht in de pleuraholte komen, zie pneumothorax, pleuravocht, hemothorax, chylothorax.